# Пуэрто-Морелос (муниципалитет)
Пуэрто-Морелос (исп. Puerto Morelos) — муниципалитет в Мексике, штат Кинтана-Роо, с административным центром в одноимённом городе. Численность населения, по данным переписи 2020 года, составила 26 921 человек.

## Общие сведения
Название Puerto Morelos дано в честь национального героя — Хосе Мария Морелоса.
Площадь муниципалитета равна 1040,5 км², что составляет 2,3 % от площади штата, а наиболее высоко расположенное поселение Ла-Лупита, находится на высоте 19 метров.
Он граничит с другими муниципалитетами штата Кинтана-Роо: на севере с Бенито-Хуаресом, на юге с Солидаридадом, на западе с Ласаро-Карденасом, а на востоке берега муниципалитета омываются водами Карибского моря.

## Учреждение и состав
Муниципалитет был учреждён 6 ноября 2015 года, и окончательно сформирован 6 января 2016 года, отделив часть территории от муниципалитета Бенито-Хуарес.
По данным 2020 года в его состав входит 241 населённый пункт, самые крупные из которых:
| Код INEGI                  | Населённый пункт                                                                              | Численность населения (2005 год) | Численность населения (2010 год) | Численность населения (2020 год) |
| -------------------------- | --------------------------------------------------------------------------------------------- | -------------------------------- | -------------------------------- | -------------------------------- |
| 011                        | Всего                                                                                         | —                                | —                                | 26921                            |
| 0001                       | Пуэрто-Морелос (исп. Puerto Morelos) 20°50′54″ с. ш. 86°52′34″ з. д. (административный центр) | 1097                             | 9188                             | 19205                            |
| 0193                       | Леона-Викарио (исп. Leona Vicario) 20°59′15″ с. ш. 87°12′16″ з. д.                            | 5358                             | 6517                             | 7028                             |
| 0033                       | Сентраль-Вальярта (исп. Central Vallarta) 20°51′47″ с. ш. 87°02′56″ з. д.                     | 10                               | 20                               | 57                               |
| 0562                       | Хосе-Крус (исп. José Cruz) 21°00′16″ с. ш. 87°11′57″ з. д.                                    | —                                | —                                | 37                               |
| —                          | Прочие                                                                                        | —                                | —                                | 594                              |
| Названия на карте Генштаба |                                                                                               |                                  |                                  |                                  |

## Инфраструктура
По статистическим данным 2020 года, инфраструктура развита следующим образом:
- электрификация: 98,3 %;
- водоснабжение: 82,8 %;
- водоотведение: 97,9 %.

## Туризм
В муниципалитете находится несколько мест, интересных для туризма. Среди них можно выделить: пляжи, места для подводного плавания, сеноты, экопарки, ботанический сад Яаш-Че, крокодиловая ферма, причал для яхт, мангровые леса, ремесленный рынок Хунаб-Ку, кафе и рестораны.

## Фотографии

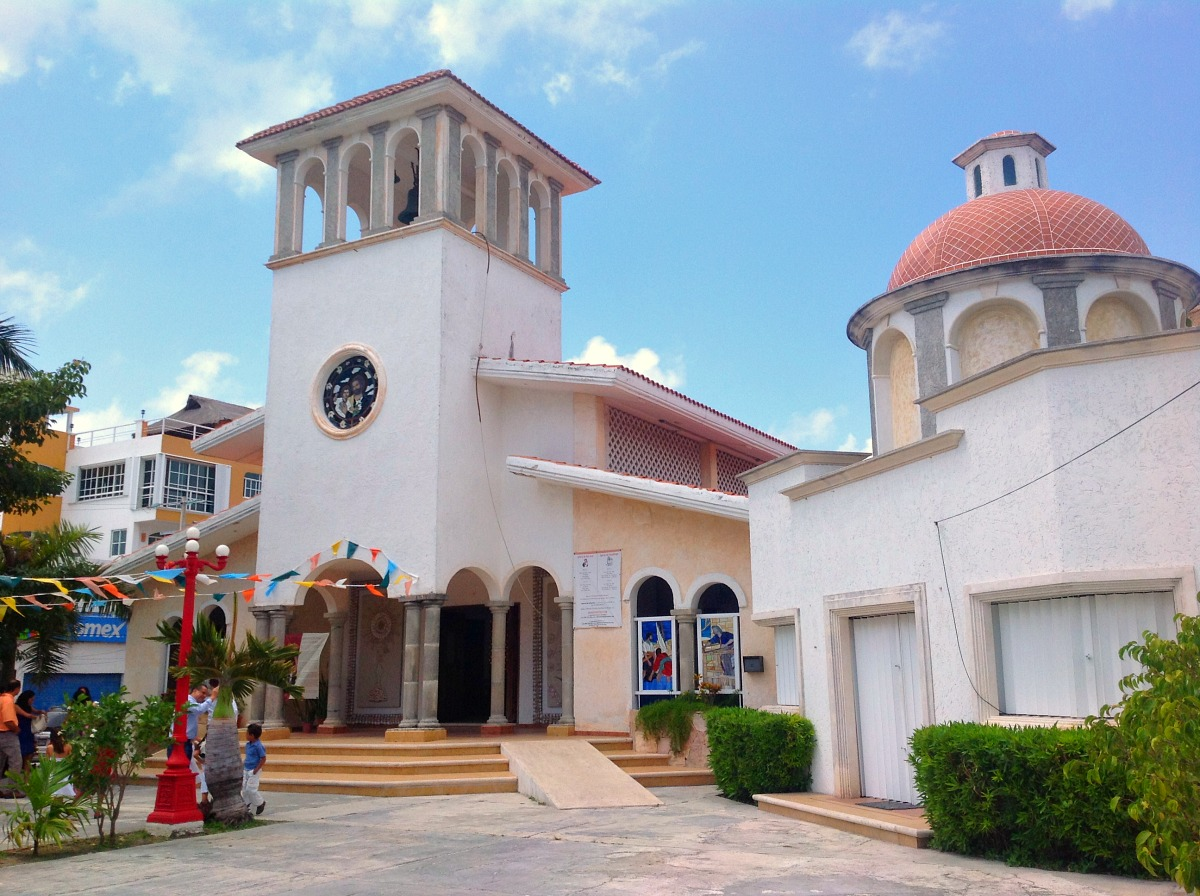
Церковь в Пуэрто-Морелосе
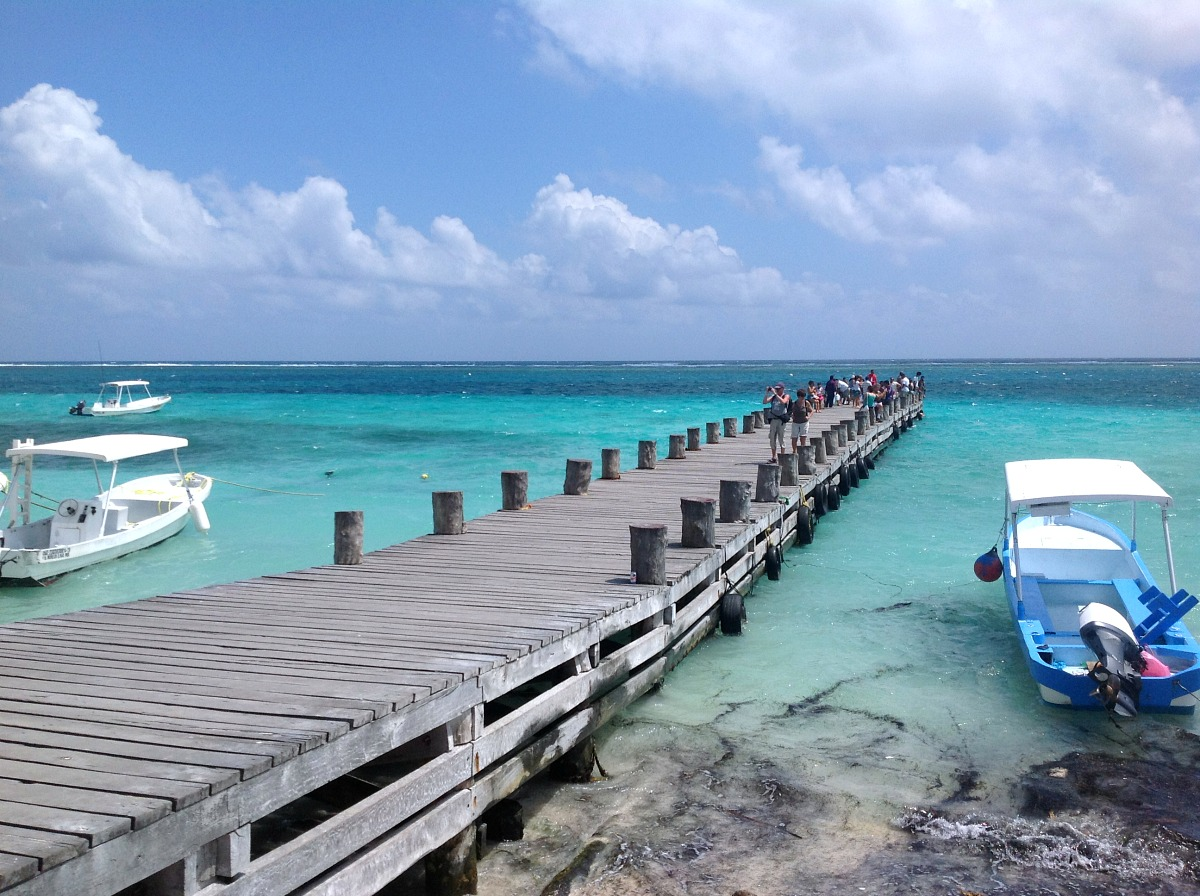
Пирс в Пуэрто-Морелосе
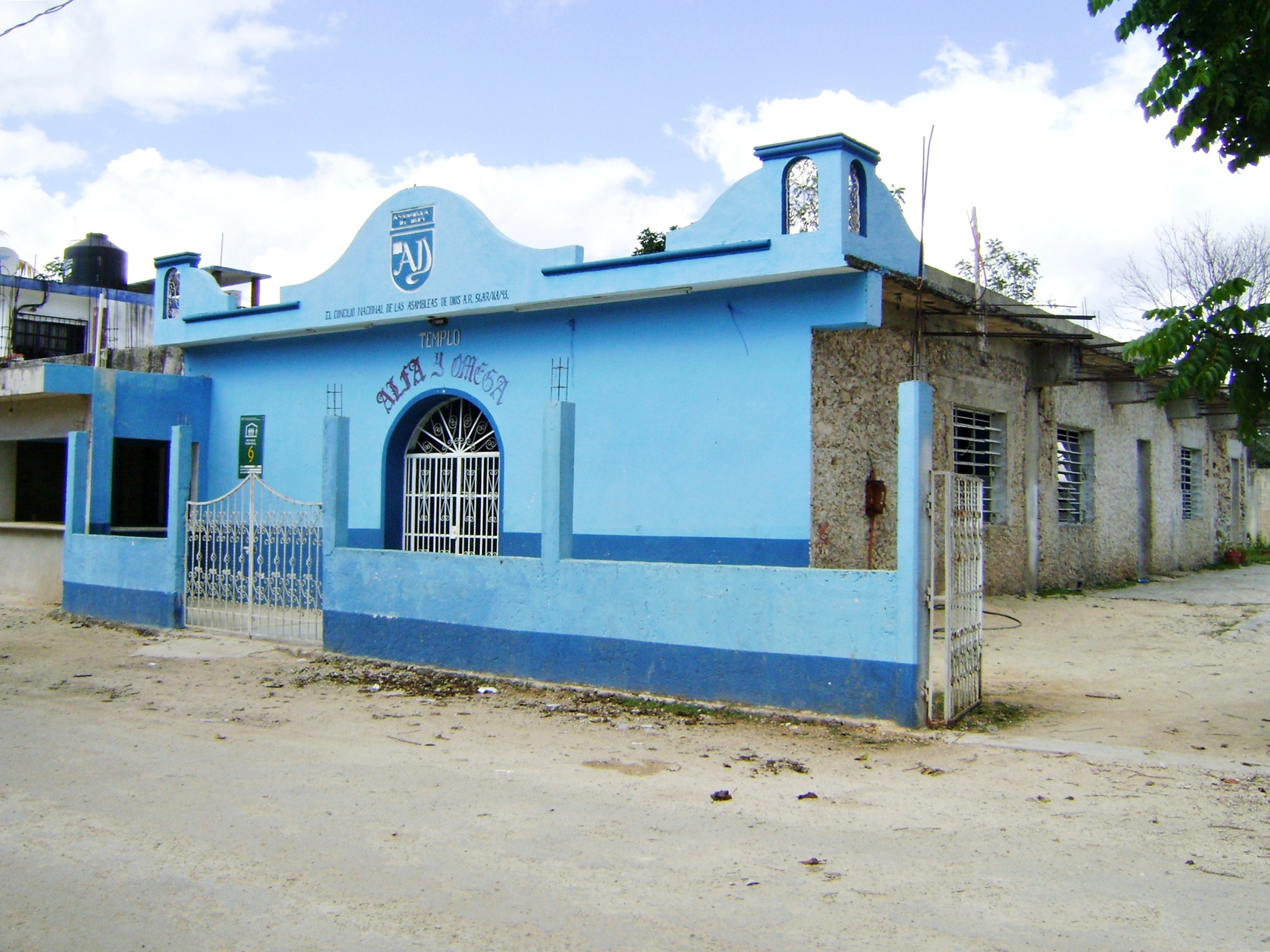
Церковь в Леона-Викарио